# Lahti (Verwaltungsgemeinschaft)

Lage der Verwaltungsgemeinschaft Lahti

Die Verwaltungsgemeinschaft Lahti (finnisch Lahden seutukunta) ist die einzige Verwaltungsgemeinschaft (seutukunta) der finnischen Landschaft Päijät-Häme. Zu ihr gehören die folgenden neun Städte und Gemeinden:
- Asikkala
- Hartola
- Heinola
- Hollola (mit dem 2016 eingemeindeten Hämeenkoski)
- Kärkölä
- Lahti (mit dem 2016 eingemeindeten Nastola)
- Orimattila (mit dem 2011 eingemeindeten Artjärvi)
- Padasjoki
- Sysmä

In der Region leben etwa 201.000 Menschen.
Die heutige Verwaltungsgemeinschaft ging 2010 aus einer Fusion der bisherigen Verwaltungsgemeinschaften Heinola und Lahti hervor.